# Priser og nomineringer modtaget af Thomas Vinterberg

## Store priser

### Academy Awards
| År   | Nominerede værk | Kategori                    | Resultat  |
| ---- | --------------- | --------------------------- | --------- |
| 2021 | Druk            | Bedste instruktør           | Nomineret |
| 2021 | Druk            | Bedste fremmedsprogede film | Vundet    |
| 2014 | Jagten          | Bedste fremmedsprogede film | Nomineret |

### BAFTA Awards
| År   | Nominerede værk | Kategori                              | Resultat  |
| ---- | --------------- | ------------------------------------- | --------- |
| 2021 | Druk            | Best Film Not in the English Language | Vundet    |
| 2021 | Druk            | Best Screenplay (Original)            | Nomineret |
| 2021 | Druk            | Best Director                         | Nomineret |
| 2013 | Jagten          | Best Film not in the English Language | Nomineret |
| 2000 | Festen          | Best Film not in the English Language | Nomineret |

### Berlin International Film Festival
| År   | Nominerede værk | Kategori  | Resultat  |
| ---- | --------------- | --------- | --------- |
| 2016 | Kollektivet     | Guldbjørn | Nomineret |
| 2010 | Submarino       | Guldbjørn | Nomineret |

### Bodil-prisen
| År   | Nominerede værk | Kategori           | Resultat  |
| ---- | --------------- | ------------------ | --------- |
| 2021 | Druk            | Bedste danske film | Vundet    |
| 2021 | Druk            | Bedste manuskript  | Vundet    |
| 2017 | Kollektivet     | Bedste danske film | Nomineret |
| 2014 | Jagten          | Bedste danske film | Vundet    |
| 2011 | Submarino       | Bedste danske film | Nomineret |
| 1999 | Festen          | Bedste danske film | Vundet    |

### Cannes Film Festival
| År   | Nominerede værk | Kategori         | Resultat  |
| ---- | --------------- | ---------------- | --------- |
| 2012 | Jagten          | Økumeniske pris  | Vundet    |
| 2012 | Jagten          | Den Gyldne Palme | Nomineret |
| 1998 | Festen          | Juryens pris     | Vundet    |
| 1998 | Festen          | Den Gyldne Palme | Nomineret |

### César Awards
| År   | Nominerede værk | Kategori          | Resultat  |
| ---- | --------------- | ----------------- | --------- |
| 2021 | Druk            | Best Foreign Film | Vundet    |
| 1999 | Festen          | Best Foreign Film | Nomineret |

### European Film Awards
| År   | Nominerede værk    | Kategori                                         | Resultat  |
| ---- | ------------------ | ------------------------------------------------ | --------- |
| 2021 | Druk               | Lux Audience Award                               | Nomineret |
| 2020 | Druk               | European Screenwriter                            | Vundet    |
| 2020 | Druk               | European Film                                    | Vundet    |
| 2020 | Druk               | European Director                                | Vundet    |
| 2020 | Druk               | European University Film Award                   | Nomineret |
| 2017 | Kollektivet        | EFA People's Choice Award                        | Nomineret |
| 2012 | Jagten             | European Screenwriter                            | Vundet    |
| 2012 | Jagten             | European Director                                | Nomineret |
| 2012 | Jagten             | European Film                                    | Nomineret |
| 2008 | Til dogme-brødrene | Outstanding European Achievement in World Cinema | Vundet    |
| 1998 | Festen             | European Discovery                               | Vundet    |

### Golden Globe Award
| År   | Nominerede værk | Kategori                               | Resultat  |
| ---- | --------------- | -------------------------------------- | --------- |
| 2021 | Druk            | Best Motion Picture - Foreign Language | Nomineret |
| 2014 | Jagten          | Best Foreign Language Film             | Nomineret |
| 1999 | Festen          | Best Foreign Language Film             | Nomineret |

### Robert-prisen
| År   | Nominerede værk         | Kategori                         | Resultat  |
| ---- | ----------------------- | -------------------------------- | --------- |
| 2021 | Druk                    | Årets instruktør                 | Vundet    |
| 2021 | Druk                    | Årets danske spillefilm          | Vundet    |
| 2021 | Druk                    | Årets originale manuskript       | Vundet    |
| 2017 | Kollektivet             | Årets instruktør                 | Vundet    |
| 2017 | Kollektivet             | Årets danske spillefilm          | Nomineret |
| 2017 | Kollektivet             | Årets adapterede manuskript      | Nomineret |
| 2014 | Jagten                  | Årets instruktør                 | Vundet    |
| 2014 | Jagten                  | Årets danske spillefilm          | Vundet    |
| 2014 | Jagten                  | Årets originale manuskript       | Vundet    |
| 2014 | Jagten                  | Publikumsprisen for Bedste drama | Vundet    |
| 2011 | Submarino               | Årets instruktør                 | Nomineret |
| 2011 | Submarino               | Årets danske spillefilm          | Nomineret |
| 2011 | Submarino               | Årets originale manuskript       | Nomineret |
| 1999 | Festen                  | Årets danske spillefilm          | Vundet    |
| 1999 | Festen                  | Årets originale manuskript       | Vundet    |
| 1995 | Drengen der gik baglæns | Årets kort/dokumentarfilm        | Vundet    |

## Øvrige priser

### Adelaide Film Festival
| År   | Nominerede værk | Kategori     | Resultat  |
| ---- | --------------- | ------------ | --------- |
| 2020 | Druk            | Best Feature | Nomineret |

### Alliance of Women Film Journalists
| År   | Nominerede værk | Kategori                       | Resultat |
| ---- | --------------- | ------------------------------ | -------- |
| 2013 | Jagten          | Best Non-English Language Film | Vundet   |

### Amanda Prisen
| År   | Nominerede værk | Kategori                     | Resultat  |
| ---- | --------------- | ---------------------------- | --------- |
| 2021 | Druk            | Årets utenlandske spillefilm | Vundet    |
| 1999 | Festen          | Årets utenlandske spillefilm | Nomineret |
| 1998 | Festen          | Årets nordiske film          | Vundet    |

### Argentinean Film Critics Association Awards
| År   | Nominerede værk | Kategori          | Resultat  |
| ---- | --------------- | ----------------- | --------- |
| 2014 | Jagten          | Best Foreign Film | Nomineret |
| 2000 | Festen          | Best Foreign Film | Nomineret |

### Brest European Short Film Festival
| År   | Nominerede værk         | Kategori       | Resultat |
| ---- | ----------------------- | -------------- | -------- |
| 1994 | Drengen der gik baglæns | Audience Award | Vundet   |

### Canberra Short Film Festival
| År   | Nominerede værk | Kategori       | Resultat |
| ---- | --------------- | -------------- | -------- |
| 1999 | Festen          | Audience Award | Vundet   |

### Chicago Film Critics Association Awards
| År   | Nominerede værk | Kategori                   | Resultat  |
| ---- | --------------- | -------------------------- | --------- |
| 1999 | Festen          | Best Foreign Language Film | Nomineret |

### Chicago International Film Festival
| År   | Nominerede værk | Kategori                  | Resultat  |
| ---- | --------------- | ------------------------- | --------- |
| 2016 | Kollektivet     | Best Feature              | Nomineret |
| 1998 | Festen          | New Directors Competition | Nomineret |

### Chlotrudis Awards
| År   | Nominerede værk | Kategori                 | Resultat  |
| ---- | --------------- | ------------------------ | --------- |
| 2014 | Jagten          | Best Director            | Nomineret |
| 2014 | Jagten          | Best Original Screenplay | Nomineret |

### Cinema Brazil Grand Prize
| År   | Nominerede værk | Kategori          | Resultat  |
| ---- | --------------- | ----------------- | --------- |
| 2000 | Festen          | Best Foreign Film | Nomineret |

### CinEuphoria Awards
| År   | Nominerede værk | Kategori        | Resultat  |
| ---- | --------------- | --------------- | --------- |
| 2014 | Jagten          | Best Film       | Vundet    |
| 2014 | Jagten          | Best Director   | Nomineret |
| 2014 | Jagten          | Best Screenplay | Nomineret |

### Clermont-Ferrance International Short Film Festival
| År   | Nominerede værk         | Kategori                    | Resultat |
| ---- | ----------------------- | --------------------------- | -------- |
| 1995 | Drengen der gik baglæns | Audience Award              | Vundet   |
| 1995 | Drengen der gik baglæns | Special Mention of the Jury | Vundet   |

### European Union MEDIA Prize
| År   | Nominerede værk | Kategori       | Resultat |
| ---- | --------------- | -------------- | -------- |
| 2013 |                 | EU MEDIA prize | Vundet   |

### Film by the Sea International Film Festival
| År   | Nominerede værk | Kategori                  | Resultat |
| ---- | --------------- | ------------------------- | -------- |
| 2010 | Submarino       | Film and Literature Award | Vundet   |

### Film Independent Spirit Awards
| År   | Nominerede værk | Kategori                | Resultat  |
| ---- | --------------- | ----------------------- | --------- |
| 2014 | Jagten          | Best International Film | Nomineret |
| 1999 | Festen          | Best Foreign Film       | Vundet    |

### French Syndiacte of Cinema Critics
| År   | Nominerede værk | Kategori          | Resultat |
| ---- | --------------- | ----------------- | -------- |
| 2021 | Druk            | Best Foreign Film | Vundet   |

### Ghent International Film Festival
| År   | Nominerede værk | Kategori              | Resultat |
| ---- | --------------- | --------------------- | -------- |
| 2020 | Druk            | Canvas Audience Award | Vundet   |
| 2012 | Jagten          | Best Film             | Vundet   |
| 2012 | Jagten          | Canvas Audience Award | Vundet   |

### Gold Derby Awards
| År   | Nominerede værk | Kategori              | Resultat  |
| ---- | --------------- | --------------------- | --------- |
| 2021 | Druk            | International Feature | Vundet    |
| 2014 | Jagten          | Foreign Language Film | Nomineret |

### Golden Rooster Awards
| År   | Nominerede værk | Kategori                    | Resultat |
| ---- | --------------- | --------------------------- | -------- |
| 2014 | Jagten          | Best International Director | Vundet   |

### Goya Awards
| År   | Nominerede værk | Kategori           | Resultat  |
| ---- | --------------- | ------------------ | --------- |
| 2014 | Jagten          | Best European Film | Nomineret |

### Göteborg Film Festival
| År   | Nominerede værk | Kategori                         | Resultat  |
| ---- | --------------- | -------------------------------- | --------- |
| 2021 | Druk            | Best Nordic Film (publikumspris) | Vundet    |
| 2021 | Druk            | Best Nordic Film (Dragon Award)  | Nomineret |

### Indiana Film Journalists Association, US
| År   | Nominerede værk | Kategori                 | Resultat  |
| ---- | --------------- | ------------------------ | --------- |
| 2020 | Druk            | Best Original Screenplay | Nomineret |

### International Online Cinema Awards (INOCA)
| År   | Nominerede værk | Kategori                       | Resultat  |
| ---- | --------------- | ------------------------------ | --------- |
| 2021 | Druk            | Best Non-English Language Film | Nomineret |
| 2014 | Jagten          | Best Non-English Language Film | Nomineret |

### Istanbul International Film Festival
| År   | Nominerede værk            | Kategori                  | Resultat  |
| ---- | -------------------------- | ------------------------- | --------- |
| 2015 | Far from the Madding Crowd | International Competition | Nomineret |

### Italian Online Movie Awards (IOMA)
| År   | Nominerede værk | Kategori                                 | Resultat  |
| ---- | --------------- | ---------------------------------------- | --------- |
| 2012 | Jagten          | Special Prize for the Best European Film | Nomineret |

### Latino Entertainment Journalists Association Film Awards
| År   | Nominerede værk | Kategori                   | Resultat  |
| ---- | --------------- | -------------------------- | --------- |
| 2021 | Druk            | Best International Feature | Nomineret |

### London Film Festival
| År   | Nominerede værk | Kategori          | Resultat |
| ---- | --------------- | ----------------- | -------- |
| 2020 | Druk            | Narrative Feature | Vundet   |

### Los Angeles Film Critics Association Awards
| År   | Nominerede værk | Kategori          | Resultat |
| ---- | --------------- | ----------------- | -------- |
| 1998 | Festen          | Best Foreign Film | Vundet   |

### LUX Prize
| År   | Nominerede værk | Kategori           | Resultat  |
| ---- | --------------- | ------------------ | --------- |
| 2021 | Druk            | LUX Audience Award | Nomineret |

### Luxembourg City Film Festival
| År   | Nominerede værk | Kategori   | Resultat  |
| ---- | --------------- | ---------- | --------- |
| 2016 | Kollektivet     | Grand Prix | Nomineret |

### Lübeck Nordic Film Days
| År   | Nominerede værk | Kategori                                     | Resultat |
| ---- | --------------- | -------------------------------------------- | -------- |
| 1998 | Festen          | Baltic Film Prize for a Nordic Feature Film  | Vundet   |
| 1998 | Festen          | Prize of the Ecumenical Jury                 | Vundet   |
| 1998 | Festen          | Audience Prize of the "Lübecker Nachrichten" | Vundet   |

### Melbourne International Film Festival
| År   | Nominerede værk | Kategori                  | Resultat  |
| ---- | --------------- | ------------------------- | --------- |
| 2012 | Jagten          | Most Popular Feature Film | Nomineret |

### Montclair Film Festival (MFF)
| År   | Nominerede værk | Kategori                      | Resultat  |
| ---- | --------------- | ----------------------------- | --------- |
| 2017 | Kollektivet     | Narrative Feature Competition | Nomineret |

### Moscow International Film Festival
| År   | Nominerede værk | Kategori          | Resultat  |
| ---- | --------------- | ----------------- | --------- |
| 2005 | Dear Wendy      | Best Director     | Vundet    |
| 2005 | Dear Wendy      | Golden St. George | Nomineret |

### Munich International Festival of Film Schools
| År   | Nominerede værk | Kategori           | Resultat |
| ---- | --------------- | ------------------ | -------- |
| 1993 | Sidste omgang   | Jury Award         | Vundet   |
| 1993 | Sidste omgang   | Young Talent Award | Vundet   |

### Music City Film Critics' Association Awards
| År   | Nominerede værk | Kategori                   | Resultat |
| ---- | --------------- | -------------------------- | -------- |
| 2021 | Druk            | Best Foreign Language Film | Vundet   |

### Nordisk Råds Filmpris
| År   | Nominerede værk | Kategori              | Resultat |
| ---- | --------------- | --------------------- | -------- |
| 2013 | Jagten          | Nordisk Råds filmpris | Vundet   |
| 2010 | Submarino       | Nordisk Råds filmpris | Vundet   |

### North Dakota Film Society
| År   | Nominerede værk | Kategori                   | Resultat  |
| ---- | --------------- | -------------------------- | --------- |
| 2021 | Druk            | Best International Feature | Nomineret |

### Norwegian International Film Festival
| År   | Nominerede værk     | Kategori                     | Resultat |
| ---- | ------------------- | ---------------------------- | -------- |
| 2008 | En mand kommer hjem | Publikumspris                | Vundet   |
| 1999 | Festen              | Beste Utenlandske Spillefilm | Vundet   |

### Ole Awards
| År   | Nominerede værk | Kategori  | Resultat  |
| ---- | --------------- | --------- | --------- |
| 2014 | Jagten          | Best Film | Nomineret |

### Palm Springs International Film Festival
| År   | Nominerede værk | Kategori                   | Resultat  |
| ---- | --------------- | -------------------------- | --------- |
| 2014 | Jagten          | Best Foreign Language Film | Nomineret |
| 2013 | Festen          | Best Narrative Feature     | Nomineret |

### Prêmio Guarani
| År   | Nominerede værk | Kategori          | Resultat  |
| ---- | --------------- | ----------------- | --------- |
| 2014 | Jagten          | Best Foreign Film | Nomineret |

### Rotterdam International Film Festival
| År   | Nominerede værk | Kategori      | Resultat |
| ---- | --------------- | ------------- | -------- |
| 1999 | Festen          | Publikumspris | Vundet   |

### San Sebastián International Film Festival
| År   | Nominerede værk | Kategori                  | Resultat  |
| ---- | --------------- | ------------------------- | --------- |
| 2021 | Druk            | FIPRESCI Film of the Year | Nomineret |
| 2020 | Druk            | Feroz Zinemaldia Award    | Vundet    |
| 2020 | Druk            | SIGNIS Award              | Vundet    |
| 2020 | Druk            | Best Film                 | Nomineret |

### Sarasota Film Festival
| År   | Nominerede værk | Kategori                           | Resultat  |
| ---- | --------------- | ---------------------------------- | --------- |
| 2013 | Jagten          | Narrative Feature Film Competition | Nomineret |

### Satellite Awards
| År   | Nominerede værk | Kategori                              | Resultat  |
| ---- | --------------- | ------------------------------------- | --------- |
| 1999 | Festen          | Best Motion Picture, Foreign Language | Nomineret |

### Seattle Film Critics Awards
| År   | Nominerede værk | Kategori                   | Resultat |
| ---- | --------------- | -------------------------- | -------- |
| 2014 | Jagten          | Best Foreign-Language Film | Vundet   |

### Seattle International Film Festival
| År   | Nominerede værk | Kategori      | Resultat  |
| ---- | --------------- | ------------- | --------- |
| 2013 | Jagten          | Best Director | Nomineret |

### SESC Film Festival
| År   | Nominerede værk | Kategori              | Resultat |
| ---- | --------------- | --------------------- | -------- |
| 1999 | Festen          | Best Foreign Film     | Vundet   |
| 1999 | Festen          | Best Foreign Director | Vundet   |

### Sun in a Net Awards
| År   | Nominerede værk | Kategori                   | Resultat  |
| ---- | --------------- | -------------------------- | --------- |
| 2014 | Jagten          | Best Foreign Language Film | Nomineret |

### Svend-prisen
| År   | Nominerede værk | Kategori          | Resultat |
| ---- | --------------- | ----------------- | -------- |
| 2021 | Druk            | Årets danske film | Vundet   |

### São Paulo International Film Festival
| År   | Nominerede værk | Kategori                                     | Resultat  |
| ---- | --------------- | -------------------------------------------- | --------- |
| 1998 | Festen          | International Jury Award - Honorable Mention | Nomineret |

### Tallinn Black Nights Film Festival
| År   | Nominerede værk | Kategori                    | Resultat |
| ---- | --------------- | --------------------------- | -------- |
| 1998 | Festen          | Estonian Film Critics Award | Vundet   |

### Tampere Film Festival
| År   | Nominerede værk         | Kategori                  | Resultat |
| ---- | ----------------------- | ------------------------- | -------- |
| 1995 | Drengen der gik baglæns | International Competition | Vundet   |

### Titanic International Film Festival
| År   | Nominerede værk | Kategori      | Resultat |
| ---- | --------------- | ------------- | -------- |
| 2011 | Submarino       | Publikumspris | Vundet   |

### Traverse City Film Festival
| År   | Nominerede værk | Kategori          | Resultat  |
| ---- | --------------- | ----------------- | --------- |
| 2014 | Jagten          | Best Foreign Film | Nomineret |

### Vancouver Film Critics Circle
| År   | Nominerede værk | Kategori      | Resultat  |
| ---- | --------------- | ------------- | --------- |
| 2021 | Druk            | Best Director | Nomineret |

### Vancouver International Film Festival
| År   | Nominerede værk | Kategori                      | Resultat |
| ---- | --------------- | ----------------------------- | -------- |
| 2012 | Jagten          | Roger's People's Choice Award | Vundet   |

### Zulu Awards
| År   | Nominerede værk | Kategori          | Resultat  |
| ---- | --------------- | ----------------- | --------- |
| 2021 | Druk            | Årets film        | Vundet    |
| 2017 | Kollektivet     | Årets danske film | Nomineret |
| 2013 | Jagten          | Årets danske film | Nomineret |

|  | Infoboks uden skabelon Denne artikel har en infoboks dannet af en tabel eller tilsvarende. |